# Pfarrkirche Bad Fischau-Brunn

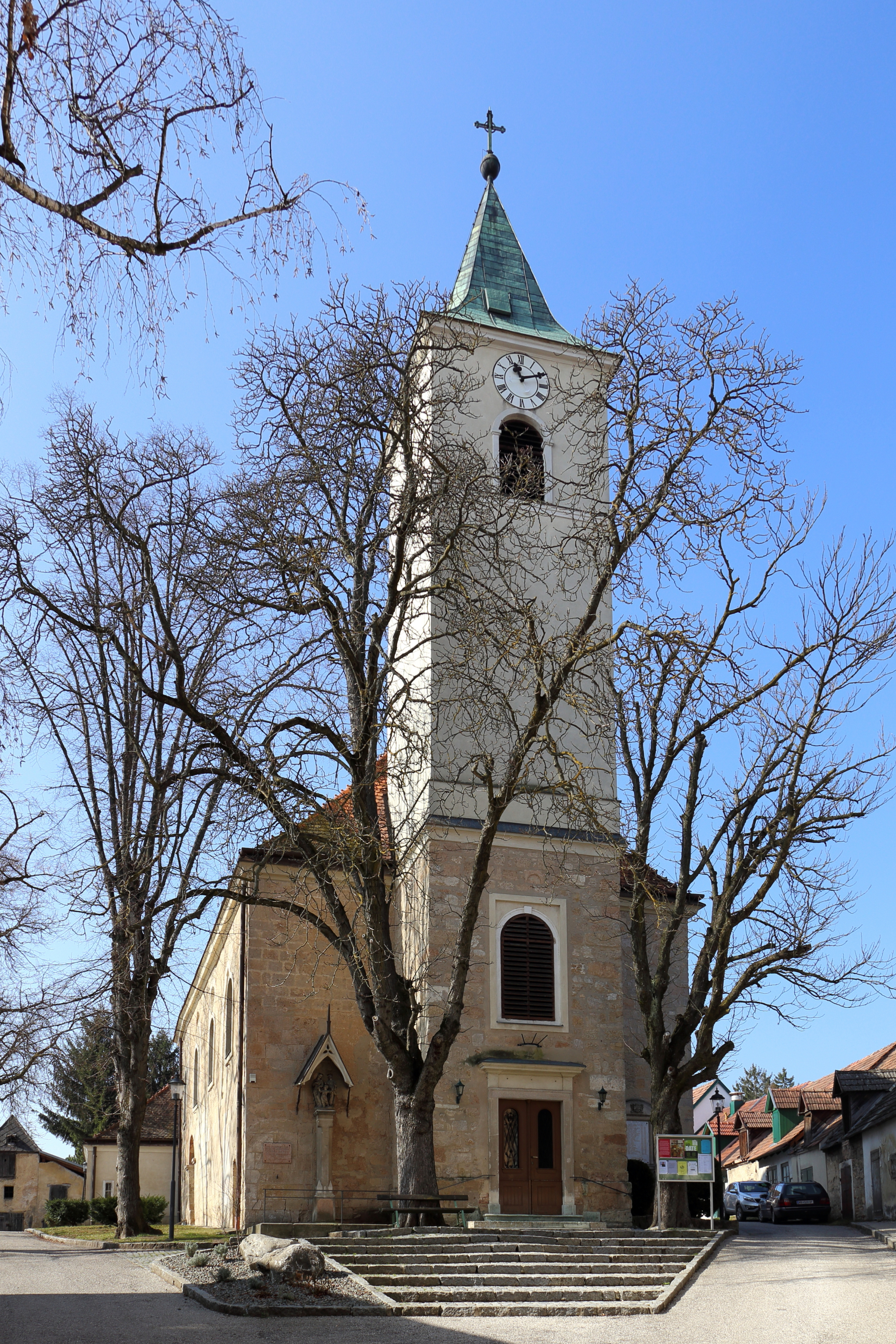
Kath. Pfarrkirche hl. Martin in Bad Fischau

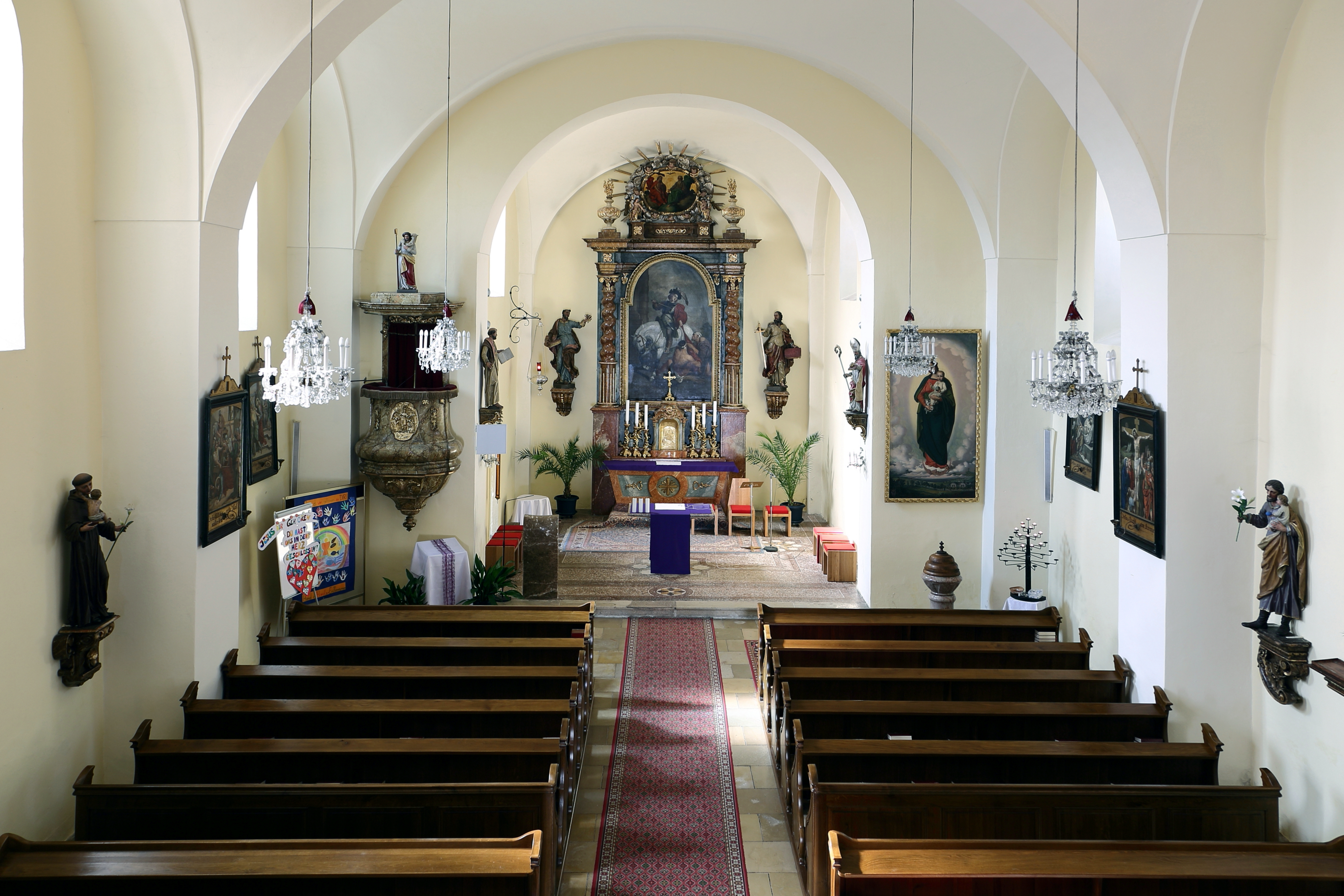
Kircheninneres, vom Langhaus zum Chor

Die römisch-katholische Pfarrkirche Bad Fischau-Brunn steht in Bad Fischau in der Marktgemeinde Bad Fischau-Brunn in Niederösterreich. Die Pfarrkirche hl. Martin gehört zum Dekanat Wiener Neustadt im Vikariat Unter dem Wienerwald der Erzdiözese Wien. Die ursprünglich romanische Kirche St. Martin in Fischau am Steinfeld steht unter Denkmalschutz (Listeneintrag).

## Geschichte
Im 9. Jahrhundert wurde erstmals eine Kirche für Fischau am Steinfeld genannt. Die Kirche war 1380 landesfürstlich, wurde 1478 an die Propstei von Wiener Neustadt verliehen und gehört ab 1544 dem Bistum Wiener Neustadt. Die Kirche wurde 1610 dem Zisterzienserkloster Neuberg inkorporiert. Im Zuge der Zweiten Wiener Türkenbelagerung 1683 brannte die Kirche nieder. Von 1796 bis 1798 erfolgte ein umfassender klassizistischer Umbau der Kirche, wobei im Westen ein quadratischer Chor angebaut wurde.

## Architektur
Die Kirche steht im Westen von Bad Fischau und ist mit einem dreieckigen und selten so gut erhaltenen Gadenkirchhof mit sogenannten Kirchenkellern umgeben – analog einer Kellergasse –, welche nordseitig noch erhalten sind.
Der schlanke Ostturm mit Rundbogenfries wurde im 12. Jahrhundert errichtet. Die Kirche verfügt über ein steinsichtiges Langhaus, wobei 1976 mittelalterliches Quadermauerwerk entdeckt und freigelegt wurde. Das südseitig romanisch gestufte Rundbogenportal mit der Wandmalerei hl. Martin im Tympanon stammt aus dem 14. Jahrhundert.

## Ausstattung
Das Hochaltarbild hl. Martin nach einer Vorlage von Anton van Dyck malte Edmund Pölz (1894). Das Seitenaltarbild Madonna mit Kind nach Perugino malte Anton Reisacher (1862); es beinhaltet eine Darstellung vom Schloss Brunn.
Die Orgel baute Herbert Gollini (1986).